# Plagiohammus imperator
Plagiohammus imperator là một loài bọ cánh cứng trong họ Cerambycidae.